# Giải Grammy
Giải Grammy (cách điệu là GRAMMY; ban đầu được gọi là Giải Gramophone), hoặc đơn giản là Grammy, là giải thưởng do Viện hàn lâm Thu âm trao tặng để ghi nhận các thành tựu nổi bật trong ngành công nghiệp âm nhạc của Hoa Kỳ. Chiếc cúp mô phỏng một chiếc máy hát mạ vàng. Grammy là giải thưởng âm nhạc lớn đầu tiên của Big Three Network được tổ chức hàng năm (trước Billboard Music Awards vào mùa hè, và American Music Awards vào mùa thu). Grammy được coi là một trong bốn giải thưởng nghệ thuật thường niên lớn nhất Hoa Kỳ, cùng với Giải Oscar (cho những thành tựu trong lĩnh vực điện ảnh), Giải Emmy (cho những thành tựu trong lĩnh vực truyền hình), và Giải Tony (cho những thành tựu trong lĩnh vực nhạc kịch và broadway).
Lễ trao giải thường niên có những màn trình diễn của các nghệ sĩ nổi bật và trao giải thưởng giới thiệu thành tích của các nghệ sĩ thu âm trong ngành. Giải Grammy đầu tiên được tổ chức vào ngày 4 tháng 5 năm 1959, để vinh danh những thành tựu âm nhạc của các nghệ sĩ biểu diễn trong năm 1958. Sau buổi lễ năm 2011, Viện Hàn lâm đã đại tu nhiều hạng mục Giải Grammy cho năm 2012. Giải Grammy lần thứ 63 được tổ chức vào ngày 14 tháng 3 năm 2021 (sau khi nó bị hoãn lại vào ngày 31 tháng 1 năm 2021 do tác động của đại dịch COVID-19 đối với ngành công nghiệp âm nhạc), trong và xung quanh Trung tâm Hội nghị Los Angeles. Giải Grammy lần thứ 64 sẽ được tổ chức vào ngày 31 tháng 1 năm 2022 tại Trung tâm Staples ở Los Angeles.

## Lịch sử
Ý tưởng về Giải Grammy có bắt đầu từ dự án Hollywood Walk of Fame (Đại lộ danh vọng Hollywood) vào những năm 1950. Những người, người được chọn để tạo một danh sách những cá nhân, tổ chức có những đóng góp quan trọng trong ngành công nghiệp thu âm để trao tặng một ngôi sao trên Đại lộ danh vọng, nhận ra rằng có ngày càng nhiều người đã cống hiến cho ngành công nghiệp thu âm lại không đủ tiêu chí để có được một ngôi sao trên đại lộ danh vọng nhưng cũng không bao giờ được tôn vinh ở một giải thưởng nào đó. Để khắc phục điều này, Viện hàn lâm Khoa học và Nghệ thuật Thu âm Quốc gia được thành lập. Học viện quyết định tạo ra một giải thưởng để tôn vinh những cống hiến cho ngành công nghiệp âm nhạc của họ tương tự như giải thưởng Oscar (điện ảnh), Emmy (truyền hình) hay Tony (nhà hát).

## Tên gọi
Sau khi quyết định tạo ra một giải thưởng như vậy, vẫn có một câu hỏi: "Phải đặt tên nó là gì?"; một trong những ý kiến lấy tên là Eddie, để tôn vinh nhà phát minh của máy ghi âm - Thomas Edison. Cuối cùng, họ quyết định sử dụng tên sáng chế của Emile Berliner, chiếc máy hát nhạc (gramophone), được sử dụng lần đầu tiên vào năm 1958.

## Lễ trao giải
Lễ trao giải đầu tiên được tổ chức đồng thời tại hai địa điểm vào ngày 4 tháng 5 năm 1959 tại khách sạn Beverly Hilton ở Beverly Hills, California và Park Sheraton Hotel ở New York với 28 giải Grammy đã được trao. Số lượng các giải thưởng đã tăng lên và dao động trong nhiều năm với các hạng mục được thêm vào và loại bỏ, có lúc các hạng mục được trao lên đến hơn 100 giải. Giải Grammy lần thứ 2, cũng được tổ chức vào năm 1959, là buổi lễ đầu tiên được ghi hình, nhưng buổi lễ không được phát sóng trực tiếp cho đến lễ trao giải Grammy thường niên lần thứ 13 vào năm 1971 tại Hollywood Palladium.

## Cúp Grammy
Chiếc cúp được mạ vàng, chế tác và lắp ráp thủ công bởi nghệ nhân thuộc Billings Artworks ở Ridgway, Colorado. Vào năm 1990, thiết kế của cúp Grammy đã được cải tiến hơn, đó là thay đổi phần đế mềm bằng một hợp kim bền hơn, ít bị hư hỏng, làm cho chiếc cúp lớn hơn và to hơn. Billings Artworks đã phát triển một hợp kim kẽm có tên đã được đăng ký thương hiệu là grammium. Các danh hiệu cùng tên người thắng giải sẽ được không khắc thẳng lên trên chiếc cúp đó, một miếng kim loại mạ vàng được dập tên người chiến thắng và danh mục sẽ được gắn lên phần đế cúp sau khi giải thưởng được công bố.
Sau 60 năm kể từ Lễ trao giải đầu tiên, hơn 8,000 chiếc cúp Grammy đã được trao.

## Các hạng mục
Nhóm hạng mục "General Field" (còn gọi là "Big Four") là bốn giải thưởng lớn nhất và được mong chờ nhất, không bị giới hạn bởi thể loại.
- Album của năm: trao cho người biểu diễn và nhóm sản xuất của một album hoàn chỉnh.
- Thu âm của năm: trao cho người biểu diễn và nhóm sản xuất của một bài hát được thu âm hoàn chỉnh.
- Bài hát của năm: trao cho các nhà viết nhạc/ nhà soạn nhạc một bài hát.
- Nghệ sĩ mới xuất sắc nhất: trao cho một nghệ sĩ đột phá đã phát hành bản thu âm đầu tiên gây nên được sự nhận diện đối với công chúng của nghệ sĩ đó (không nhất thiết phải là bản thu âm chính thức đầu tiên trong sự nghiệp).

Bốn nghệ sĩ đoạt cả bốn giải thưởng này là Christopher Cross, năm 1980, Norah Jones, năm 2003, Adele, người đoạt giải Nghệ sĩ mới xuất sắc nhất năm 2009 và các giải khác vào năm 2012, và Billie Eilish, năm 2020.
Các giải thưởng khác được trao cho việc trình diễn và sản xuất theo các thể loại cụ thể, cũng như cho các đóng góp khác như tác phẩm nghệ thuật và video. Giải thưởng đặc biệt được trao cho những đóng góp lâu dài cho ngành công nghiệp âm nhạc.
Do số lượng lớn các loại giải thưởng (78 giải trong năm 2012, 81 giải trong năm 2013 và 82 giải vào năm 2014), và các màn trình diễn của các nghệ sĩ khác nhau, chỉ có một số hạng mục là mối quan tâm phổ biến nhất - thường khoảng 10 đến 12 giải, bao gồm cả bốn lĩnh vực trong General Field và một hoặc hai thể loại trong các thể loại nhạc phổ biến nhất (tức là pop, rock, country, rap) - được trình bày trực tiếp tại lễ trao giải trên truyền hình. Nhiều giải thưởng Grammy khác được trao trong Premiere Ceremony vào buổi trưa chiều ngày diễn ra lễ trao giải chính thức, tức là trước khi giải Grammy được phát sóng trực tiếp.

### Sự thay đổi của một số hạng mục Lễ trao giải năm 2012
Vào ngày 6 tháng 4 năm 2011, Viện Hàn lâm đã công bố một sự cải tổ mạnh mẽ của nhiều hạng mục giải Grammy cho năm 2012. Số lượng các hạng mục đã bị cắt giảm từ 109 xuống còn 78. Sự thay đổi quan trọng nhất là loại bỏ sự khác biệt giữa nghệ sĩ độc tấu nam và nữ và giữa các nhóm nhạc nhỏ/ nhóm nhạc lớn thuộc nhiều thể loại khác nhau (pop, rock, R & B, country và rap). Ngoài ra, một số hạng mục cho nghệ sĩ solo độc tấu đã bị loại bỏ. Các bản thu âm trong các thể loại này bây giờ thuộc các hạng mục chung cho các màn trình diễn solo xuất sắc nhất.
Trong lĩnh vực rock, các thể loại riêng biệt cho các album hard rock và metal đã được kết hợp và hạng mục Trình diễn Nhạc cụ dành cho rock hay nhất đã được loại bỏ do một số lượng bài hát bị giảm.
Trong R & B, sự khác biệt giữa album R & B đương đại hay nhất với các album R & B khác đã bị loại bỏ. Giờ đây họ có hạng mục Album R & B chung.
Trong rap, các thể loại rap solo hay nhóm rap hay nhất đã được sáp nhập vào thể loại mới là Trình diễn Rap hay nhất.
Sự loại bỏ đáng chú ý nhất xảy ra trong danh mục gốc rễ. Cho đến năm 2011, các thể loại riêng biệt cho các thể loại âm nhạc khu vực khác nhau của Hoa Kỳ, chẳng hạn như nhạc Hawaii, nhạc người Mỹ bản địa và nhạc Zydeco / Cajun. Do số lượng các bài hát thấp cho các thể loại này, Viện Hàn lâm đã quyết định kết hợp tất cả các biến thể âm nhạc này vào trong Album nhạc bản địa hay nhất, bao gồm cả polka, nhóm nhạc này đã bị mất hạng mục riêng năm 2009.
Trong cùng lĩnh vực thể loại, các thể loại blues truyền thống và hiện đại và các thể loại nhạc dân gian truyền thống và hiện đại đều được tổng hợp thành một thể loại, do số lượng bài hát và những thách thức trong việc phân biệt dân gian đương đại, nhạc Americana và nhạc blues đương đại và truyền thống. Trong lĩnh vực thể loại âm nhạc thế giới, các thể loại truyền thống và đương đại cũng được hợp nhất.
Trong lĩnh vực thể loại nhạc cổ điển, hạng mục Album cổ điển hay nhất đã bị ngừng vì hầu hết người nhận trong danh mục này cũng đã giành được một trong những danh mục cổ điển khác cho cùng một album. Bản ghi âm cổ điển hiện nay đã đủ điều kiện cho Album chính của năm.
Cũng có một vài thay đổi tên để phản ánh tốt hơn bản chất của các loại nhạc riêng biệt. Nó được quyết định bởi Học viện ghi âm vì từ "phúc âm" trong lĩnh vực thể loại nhạc phúc âm có khuynh hướng gợi lên hình ảnh và âm thanh của phúc âm linh hồn truyền thống và loại bỏ âm nhạc Kitô hiện đại (CCM). Do đó, lĩnh vực thể loại và một số loại được đổi tên thành Âm nhạc Tin Mừng/ Đương đại Thiên chúa giáo.
Từ năm 2012 đã có một số nhỏ các điều chỉnh về hạng mục đã được đưa vào danh mục cùng các lĩnh vực thể loại khác. Số lượng các loại đã tăng từ 78 trong 2012 lên 84 vào năm 2017.

## Quá trình ứng cử và bầu chọn
Các công ty truyền thông đăng ký với Viện Hàn lâm Khoa học và Nghệ thuật Thu âm (NARAS) và các thành viên của NARAS (nghệ sỹ và các chuyên gia khác làm việc trong ngành có đủ tiêu chuẩn) để xem xét. Các mục được thực hiện trực tuyến và một bản sao danh sách các tác phẩm được gửi tới NARAS. Khi công việc được bắt đầu với hơn 150 chuyên gia từ ngành công nghiệp thu âm, để xác định xem tác phẩm đó có được đưa vào đúng loại hạng mục đề cử hay không.
Danh sách kết quả của các hạng mục đủ điều kiện sẽ chuyển đến các Thành viên Bầu cử, mỗi người có thể bỏ phiếu để đề cử trong các lĩnh vực chung (Thu âm của năm, Album của năm, Bài hát của năm, và Nghệ sĩ mới xuất sắc nhất) và không quá 9 trong số 30 lĩnh vực khác trong phiếu bầu của họ. Năm bản thu âm được nhiều phiếu nhất trong mỗi thể loại trở thành đề cử, trong khi ở một số loại (chuyên ngành và chuyên ngành) có các ủy ban xem xét tại chỗ để xác định 5 ứng cử viên cuối cùng.
Trong khi các thành viên của Viện Hàn lâm Khoa học và Nghệ thuật Điện ảnh thường được mời tham dự sàng lọc hoặc được gửi các đĩa DVD được đề cử cho Giải Oscar, các thành viên NARAS không nhận được các đĩa được đề cử. Thay vào đó, họ nhận được quyền truy cập vào chức năng nghe trực tuyến cá nhân.

## Bỏ phiếu
Sau khi các ứng cử viên đã được xác định, lá phiếu được gửi đến các thành viên của NARAS, sau đó có thể bỏ phiếu trong các lĩnh vực chung và không quá 9 trong số 30 lĩnh vực. Các thành viên được khuyến khích nhưng không bắt buộc bỏ phiếu chỉ trong lĩnh vực chuyên môn của họ. Các cuộc bỏ phiếu được bầu một cách bí mật bởi công ty kế toán độc lập lớn Deloitte Touche Tohmatsu. Sau khi chấm điểm phiếu, người chiến thắng được công bố tại Grammy Awards. Người chiến thắng được trao giải Grammy và những người không giành chiến thắng sẽ được trao một huy chương cho đề cử của họ.
Trong cả hai vòng bỏ phiếu, các thành viên của Viện phải bỏ phiếu dựa trên chất lượng một mình và không bị ảnh hưởng bởi quảng cáo, hiệu ứng truyền thông, tình bạn cá nhân, sở thích hoặc lòng trung thành của công ty. Việc nhận quà tặng bị cấm. Các thành viên được kêu gọi bỏ phiếu theo cách bảo vệ sự chất lượng của lá phiếu của Viện Hàn lâm và cộng đồng thành viên của họ.

## Địa điểm tổ chức
Trước năm 1971, lễ trao giải Grammy được tổ chức ở những địa điểm khác nhau trong cùng một ngày. Ban đầu là thành phố New York và Los Angeles. Chicago đã gia nhập trở thành một thành phố chủ nhà vào năm 1962, và sau đó Nashville trở thành địa điểm thứ tư vào năm 1965.
Buổi lễ năm 1971, tổ chức tại Hollywood Palladium ở Los Angeles, là lần đầu tiên diễn ra tại một địa điểm duy nhất. Buổi lễ sau đó được chuyển đến Madison Square Garden ở Thành phố New York và sau đó là Nhà hát Tennessee tại Nashville trong hai năm tiếp theo. Sau đó, từ năm 1974 đến năm 2003, giải Grammy lại được tổ chức tại nhiều địa điểm khác nhau ở thành phố New York và Los Angeles. Những địa điểm đáng chú ý bao gồm Madison Square Garden (20.000 chỗ) của Thành phố New York và Hội trường Âm nhạc Radio City (5.960 chỗ), Hội trường Shrine (6.300 chỗ) ở Los Angeles, Trung tâm Staples (20.000 chỗ) và Hollywood Palladium (4.000 - 5.000 chỗ).
Năm 2004, Crypto.com Arena (được gọi là Trung tâm Staples từ năm 1999 đến năm 2021) trở thành ngôi nhà vĩnh viễn của lễ trao giải. Bảo tàng Grammy được xây dựng trên các con phố khu Crypto.com Arena ở khu tổ hợp giải trí LA Live để bảo vệ lịch sử của giải Grammy. Được khắc trên vỉa hè tại các đường phố bảo tàng là đĩa bằng đồng, tương tự như Đại lộ Danh vọng của Hollywood, tôn vinh những người chiến thắng các hạng mục hàng đầu của năm: Bài hát của năm, Nghệ sĩ mới xuất sắc nhất, Album của năm và Bài hát của năm. Trong tháng 5 năm 2017, Viện hàn lâm thông báo rằng Lễ trao giải Grammy hằng năm lần thứ 60 sẽ được diễn ra tại Madison Square Garden ở New York, đánh dấu lần đầu tiên giải Grammy trở về New York kể từ năm 2003.

## Kỷ lục
Kỷ lục về số giải Grammy thuộc về Sir Georg Solti, người Anh-Hungary, chỉ huy Dàn nhạc giao hưởng Chicago. Ông đã đoạt tổng cộng 31 giải trên 74 đề cử trước khi mất vào năm 1997. Nam nghệ sĩ đoạt nhiều giải Grammy nhất là danh ca Quincy Jones. Ông đã thắng 27 giải. Nữ nghệ sĩ đoạt nhiều giải Grammy nhất là Alison Krauss, ca nhạc sĩ, nhà sản xuất nhạc đồng quê đã giành tới 27 giải.
Nam nghệ sĩ đoạt nhiều giải nhất trong một năm là Michael Jackson, anh đã thắng 8 giải năm 1984 với album kinh điển Thriller. Năm 2000 ca sĩ Carlos Santana cũng đạt được thành tích này. Nữ nghệ sĩ đoạt nhiều giải nhất trong một năm là Beyonce, cô đã giành được 6 giải Grammy năm 2010 và Adele, cô cũng giành 6 giải Grammy năm 2012. 7 nữ nghệ sĩ đã thắng 5 giải Grammy trong một năm. Đó là Lauryn Hill năm 1999, Alicia Keys năm 2002, Norah Jones năm 2003, Beyonce năm 2004, The Dixie Chicks năm 2007 và Amy Winehouse năm 2008,Billie Eilish năm 2020.
Năm 2020, Billie Eilish giành được 4 hạng mục lớn bao gồm: Nghệ sĩ mới xuất sắc, Album của năm, Bản thu âm của năm và Ca khúc của năm và trở thành người trẻ nhất trong lịch sử đạt cùng lúc bốn giải thưởng này. Adele giành giải Nghệ sĩ mới xuất sắc nhất trong năm 2009 và ba giải khác vào năm 2012 và 2017. Ca sĩ Norah Jones đôi khi cũng được coi đạt thành tích này nhưng thực ra ca khúc "Don't Know Why" đoạt giải "Bài hát của năm" không phải do cô sáng tác. Năm 1997 LeAnn Rimes đoạt giải "Nghệ sĩ mới xuất sắc nhất" khi cô mới 14 tuổi, phá kỷ lục của David L. Cook khi anh cũng đoạt giải này năm 16 tuổi. Nghệ sĩ đoạt nhiều giải "Trình diễn giọng nữ R&B xuất sắc nhất là "Nữ hoàng nhạc Soul" Aretha Franklin, cô đã 11 lần giành giải Grammy ở hạng mục này, trong đó 8 giải cô đạt được trong 8 năm liên tiếp.

## Chỉ trích
Giải Grammy nhận được những lời chỉ trích từ các nghệ sỹ và nhà báo âm nhạc khác nhau.
Khi Pearl Jam đoạt giải Grammy trong hạng mục Trình diễn Hard Rock xuất sắc nhất năm 1996, ca sĩ chính của nhóm Eddie Vedder bình luận trên sân khấu: "Tôi không biết nó có ý nghĩa gì". Hansard, lãnh đạo của nhóm nhạc rock Ailen The Frames, tuyên bố trong năm 2008 ông nói ông không quan tâm đến việc tham dự buổi lễ năm đó, mặc dù ông đã được đề cử cho hai giải thưởng khác nhau. Maynard James Keenan, ca sĩ chính của Metal Tool Tool, đã không tham dự lễ trao giải Grammy để nhận một trong những giải thưởng của họ. Ông giải thích lý do của ông: "Tôi nghĩ rằng Grammy là không gì khác hơn là một máy quảng cáo khổng lồ cho ngành công nghiệp âm nhạc".
Họ cũng bị chỉ trích vì đã trao giải hoặc chỉ định nhiều album thành công về thương mại hơn là các album thành công về mặt kinh tế. Năm 1991, Sinead O'Connor trở thành nghệ sỹ đầu tiên từ chối Grammy, tẩy chay lễ trao giải sau khi được đề cử giải Thu âm của năm, Nữ ca sĩ trình diễn pop xuất sắc nhất và Trình diễn Nhạc Alternative hay nhất. Cô nói lý do của cô là đến từ chủ nghĩa thương mại cực đoan của Grammy.
Trong năm 2011, nhà báo Randall Roberts của thời báo Los Angeles Times chỉ trích việc loại bỏ My Beautiful Dark Twisted Fantasy của Kanye West khỏi đề cử hạng mục Album của năm cho giải Grammy lần thứ 54.
Trong một bài báo của Time, nhà báo Touré cũng đáp lại lời khen ngợi và bày tỏ sự không hài lòng chung với các giải thưởng, nói rằng "Tôi hiểu Grammy là cái gì. Tôi chưa bao giờ phân biệt được logic xung quanh việc ai được đề cử hay ai không đề cử về sự nhầm lẫn xung quanh những gì làm cho các quyết định của Grammy trong tuần này, khi cú sốc của nhiều người, nhất là kiệt tác My Beautiful Dark Twisted Fantasy của Kanye là không được đề cử giải Grammy cho Album của năm ".

## Truyền hình và tỷ suất người xem

### Truyền hình
Trước khi phát sóng Grammy trực tiếp lần đầu tiên vào năm 1971 trên ABC, hàng loạt các chương trình đặc biệt được quay hằng năm trong những năm 1960 được gọi là Thu âm xuất sắc nhất được phát sóng trên NBC. Lễ trao giải Grammy đầu tiên được ghi hình phát vào đêm 29 tháng 11 năm 1959, như một tập của chương trình NBC Sunday Showcase. Cho đến năm 1971, lễ trao giải đã được tổ chức ở New York và Los Angeles. Pierre Cossette đã mua bản quyền phát sóng buổi lễ từ Viện Hàn lâm Khoa học và Nghệ thuật Thu âm Quốc gia và phát sóng chương trình truyền hình trực tiếp đầu tiên. CBS đã mua lại bản quyền vào năm 1973 sau khi đưa buổi lễ đến Nashville, Tennessee; giải thưởng Âm nhạc Hoa Kỳ đã được mua lại bởi ABC (do Dick Clark sáng lập).
Viện hàn lâm thông báo vào ngày 21 tháng 6 năm 2011 rằng họ đã đạt được một thỏa thuận mới với CBS để giữ các giải thưởng trên mạng trong 10 năm nữa. Là một phần của hợp đồng mới, mạng lưới cũng có thể phát sóng "đề cử đặc biệt" vào tuần cuối cùng của tháng 11 khi mà những người được đề cử được phát hành trong chương trình đặc biệt dành riêng cho CBS (mặc dù nó không được thực hiện vào năm 2017). Bắt đầu từ năm 2006, số lượng người xem đã được tính vào trực tiếp.
Các giải Grammy thường được tổ chức vào Chủ Nhật thứ hai của tháng 2 (ngoại trừ ngày 14 tháng 2 là ngày Valentine, bất cứ khi nào ngày 14 tháng 2 rơi vào ngày chủ nhật thì giải Grammy được dời vào ngày 15 tháng 2) hoặc được tổ chức vào ngày cuối cùng Chủ nhật của tháng Giêng trong những năm mà Thế vận hội mùa đông diễn ra.

### Tỷ suất người xem theo năm
| Năm  | Lượng người xem (triệu) | Xếp hạng/Đánh giá (hộ gia đình) | Giá quảng cáo trung bình (30 giây) | Nguồn               |
| ---- | ----------------------- | ------------------------------- | ---------------------------------- | ------------------- |
| 1974 | N/A                     | 30.3/52                         | N/A                                | [ 3 ]               |
| 1975 | N/A                     | 16.4/30                         | N/A                                | [ 3 ]               |
| 1976 | N/A                     | 23.8/47                         | N/A                                | [ 3 ]               |
| 1977 | 28.86                   | 21.3/38                         | N/A                                | [ 3 ]               |
| 1978 | N/A                     | 26.6/44                         | N/A                                | [ 3 ]               |
| 1979 | 31.31                   | 21.9/34                         | N/A                                | [ 3 ]               |
| 1980 | 32.39                   | 23.9/39                         | N/A                                | [ 3 ]               |
| 1981 | 28.57                   | 21.2/34                         | N/A                                | [ 3 ]               |
| 1982 | 24.02                   | 18.2/29                         | N/A                                | [ 3 ]               |
| 1983 | 30.86                   | 25.6/33                         | N/A                                | [ 3 ]               |
| 1984 | 51.67                   | 30.8/45                         | N/A                                | [ 3 ]               |
| 1985 | 37.12                   | 23.8/35                         | N/A                                | [ 3 ]               |
| 1986 | 30.39                   | 20.3/32                         | $205,500                           | [ 3 ]               |
| 1987 | 27.91                   | 18.3/27                         | $264,200                           | [ 3 ]               |
| 1988 | 32.76                   | 21.1/33                         | $299,900                           | [ 3 ]               |
| 1989 | 23.57                   | 16.0/26                         | $318,300                           | [ 3 ]               |
| 1990 | 28.83                   | 18.9/31                         | $330,600                           | [ 3 ]               |
| 1991 | 28.89                   | 18.8/31                         | $319,200                           | [ 3 ]               |
| 1992 | 23.10                   | 16.2/27                         | $352,900                           | [ 3 ]               |
| 1993 | 29.87                   | 19.9/31                         | $401,500                           | [ 3 ]               |
| 1994 | 23.69                   | 16.1/24                         | $407,700                           | [ 3 ]               |
| 1995 | 17.27                   | 11.8/19                         | $399,100                           | [ 3 ]               |
| 1996 | 21.50                   | 14.6/23                         | $304,800                           | [ 3 ]               |
| 1997 | 19.21                   | 13.4/22                         | $346,300                           | [ 3 ]               |
| 1998 | 25.04                   | 17.0/27                         | $315,600                           | [ 3 ]               |
| 1999 | 24.88                   | 16.6/26                         | $472,000                           | [ 3 ]               |
| 2000 | 27.79                   | 17.3/27                         | $505,500                           | [ 3 ]               |
| 2001 | 26.65                   | 16.7/26                         | $574,000                           | [ 3 ]               |
| 2002 | 18.96                   | 11.9/19                         | $573,900                           | [ 3 ]               |
| 2003 | 24.82                   | 14.7/23                         | $610,300                           | [ 3 ]               |
| 2004 | 26.29                   | 15.7/24                         | $654,600                           | [ 3 ]               |
| 2005 | 18.80                   | 11.6/18                         | $703,900                           | [ 3 ]               |
| 2006 | 17.00                   | 10.9/17                         | $675,900                           | [ 3 ]               |
| 2007 | 20.05                   | 12.1/19                         | $557,300                           | [ 3 ]               |
| 2008 | 17.18                   | 10.3/16                         | $572,700                           | [ 3 ]               |
| 2009 | 19.04                   | 10.3/16                         | $592,000                           | [ 3 ]               |
| 2010 | 25.80                   | TBD                             | $426,000                           | [ 4 ] [ 5 ]         |
| 2011 | 26.55                   | 10.0/25                         | $630,000                           | [ 4 ] [ 6 ] [ 7 ]   |
| 2012 | 39.91                   | 14.1/32                         | $768,000                           | [ 8 ] [ 9 ]         |
| 2013 | 28.37                   | 10.1/25                         | $850,000–$900,000+                 | [ 10 ] [ 11 ]       |
| 2014 | 28.51                   | 9.9/25                          | $800,000–$850,000                  | [ 4 ] [ 10 ] [ 12 ] |
| 2015 | 25.30                   | 8.5/23                          | $1,000,000                         | [ 13 ] [ 14 ]       |
| 2016 | 24.95                   | 7.7/22                          | $1,200,000                         | [ 15 ]              |
| 2017 | 26.05                   | 7.8/22                          |                                    | [ 16 ]              |
| 2018 | 19.80                   | 5.9/21                          |                                    | [ 17 ]              |
| 2019 | 19.88                   | 5.6/22                          |                                    | [ 18 ]              |
| 2020 | 18.70                   | 5.4/22                          |                                    | [ 19 ]              |
| 2021 | 8.8                     | 2.1/22                          |                                    | [ 20 ]              |